# Porte des Ternes
De Porte des Ternes is een toegangslocatie (porte) tot de stad Parijs, en is gelegen in het noordwestelijke 17e arrondissement.
De porte des Ternes ligt op 300 meter ten noorden van de porte Maillot en 300 meter ten porte de Villiers. Het ligt in het verlengde van de avenue des Ternes en biedt toegang tot het centrum van Neuilly-sur-Seine (Hauts-de-Seine) via de avenue de la porte des Ternes.